# Henrik Williams
Henrik Bruun Williams ([ˈvɪlːɪams]), född 16 oktober 1958 i Kalmar, är runolog, filolog och sedan 2002 professor i nordiska språk vid Uppsala universitet. Han är gift med Anna Williams.

## Verksamhet
Williams disputerade 1990 vid Uppsala universitet med en avhandling om åsrunan. 
Tillsammans med James E. Knirk är han redaktör för tidskriften Futhark. Han är även redaktör för serierna Nordiska texter och undersökningar och Runrön: Runologiska bidrag utgivna vid Institutionen för nordiska språk, samt ledamot av Gustaf Adolfs Akademien.
För en större publik har Williams på 2000-talet blivit känd i och med sitt engagemang som skeptiker i förhållande till den uppmärksammade amerikanska Kensingtonstenen.
Williams tillträdde 1 april 2021 som Uppsala universitets första professor i runologi, tillträdet firades 20 april då han höll ett föredrag med titeln ”From Rök to the Mustang Mountains – the Challenges of Runology” under en digital ceremoni.